# Milenka Subić
Milenka Subić (în sârbă Миленка Субић; n. 1970) este o politiciană sârbă. Ea a fost membră a Adunării Naționale a Serbiei din 2020 ca reprezentantă a Partidului Progresist Sârb.

## Carieră
Milenka Subić s-a născut în Šid, Voivodina, atunci în Republica Socialistă Serbia din Republica Socialistă Federativă Iugoslavia.
A obținut o licență în economie de la Universitatea din Novi Sad (Универзитет у Новом Саду).
În 2018, a fost numită într-un comitet comunal din Šid pentru evaluarea proiectelor în domeniul informării publice. De asemenea, a ocupat funcția de coordonator pentru problemele romilor în municipalitate. 

### În politică
Subić este membru al consiliului de administrație al Partidului Progresist din Šid. Ea a obținut poziția 145 pe lista electorală a partidului Progresis Aleksandar Vučić — Pentru Copiii Noștri la alegerile parlamentare sârbe din 2020 și a fost aleasă în adunarea națională când lista a câștigat o majoritate covârșitoare, cu 188 din 250 de mandate. 
Este membră a comisiei adunării pentru muncă, probleme sociale, incluziune socială și reducerea sărăciei; membră adjunctă a comisiei pentru finanțe, buget de stat și controlul cheltuielilor publice; membră adjunctă a comisiei pentru agricultură, silvicultură și gospodărirea apelor; și membră a grupurilor parlamentare de prietenie ale Serbiei cu Bosnia și Herțegovina, China, Croația, Cipru, Grecia, Irlanda, Italia, Macedonia de Nord, Polonia, Portugalia, Rusia și Turcia.

### Alte activități
La 22 iulie 2022, a fost numită directoare interimară a companiei comunale JKP „Standard” Šid din Šid. La 10 august 2023, a fost numită directoare.